# Антонов, Анатолий Андреевич
Анатолий Андреевич Антонов (род. 19 августа 1934, Ленинград, СССР) — советский гребец. Мастер спорта СССР (1956). Заслуженный мастер спорта СССР (1957). На Олимпийских играх 1956 года в соревнованиях восьмёрок не смог выйти в финал.

## Биография
Родился 19 августа 1934 года в Ленинграде.
Воспитанник ГК «Красное Знамя».
Выступал за ДСО «Красное Знамя», «Труд», сборные Ленинграда и СССР в экипажах 8-ки. 
Участник Игр XVI Олимпиады в Мельбурне (1956), где достиг полуфинала. 
Серебряный призёр чемпионата Европы (Дуйсбург, 1957), бронзовый призёр (Познань, 1958 и Макон, 1959). Победитель III Международных дружеских игр молодёжи (1957), Пражской (1955) и Хенлейской (1958) регат. Чемпион СССР (1955, 1957-1959), серебряный призёр (1956). Победитель II Спартакиады народов СССР (1959), серебряный призёр I Спартакиады (1956).